# Háromosztatú ideg
A háromosztatú ideg érzően beidegzi az arcot és üregrendszerét, mozgatóan pedig a rágóizmokat.

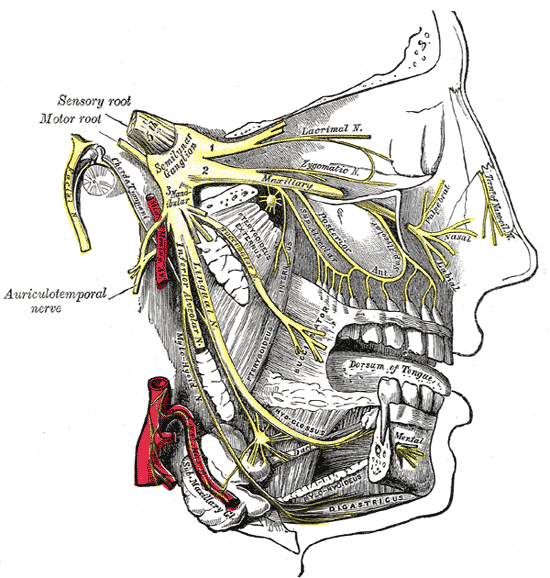
Háromosztatú agyideg (Nervus trigeminus)

A háromosztatú ideg (nervus trigeminus, V. agyideg) a legnagyobb agyideg, és mind érző, mind motoros rostokat tartalmaz. A fej legnagyobb részének érző idege, és számos izomnak, közöttük a rágóizmoknak a mozgató idege. 
A háromosztatú idegnek négy magja van: 
1. a fő érző mag,
2. a gerincvelői mag,
3. a középagyi mag
4. a motoros mag.

## A  trigeminus érző részei
A fájdalomérzést, a hőérzést, az érintés- és nyomásérzést az arc bőréről és a nyálkahártyákról olyan axonok vezetik, amelyeknek pseudounipolaris idegsejtje a félhold alakú érző dúcban (ganglion semilunare; Gasser-dúc) találhatók. Ezeknek az idegsejteknek a centrális nyúlványa alkotja a trigeminus vastag érző gyökerét. A rostoknak mintegy fele, miután belép a hídba, felszálló és leszálló ágra oszlik; a többi oszlás nélkül felszáll vagy leszáll. A felszálló ágak a fő érző magon végződnek, a leszálló ágak a gerincvelői magon végződnek. Az érintési és nyomási érzeteket közvetítő rostok a fő érző magon végződnek. A fájdalom- és hőérzést vezető rostok a gerincvelői maghoz futnak. A rágóizmokból, az arcizmokból és a külső szemizmokból kiinduló proprioceptív ingerületeket az ideg érző gyökerének olyan rostjai vezetik, amelyek elkerülik a ganglion semilunarét. Ezek a rostok a középagyi mag unipoláris sejtjeiből erednek. A fő érző mag és a gerincvelői mag neuronjainak axonjai, valamint a középagyi mag sejtjeinek centralis nyúlványai átkereszteződnek a középsíkon, és felszállva a talamuszban végződnek. Az innen kiinduló axonok az agykéreg hátsó központi tekervényéhez (gyrus centralis posterior; érző kérgi mező) futnak.

## A trigeminus motoros részei
A motoros mag corticonuclearis rostokat kap mindkét oldali agyféltekéből. Ugyancsak kap rostokat a hálózatos állományból, a vörös magból, a tectumból és a mediális hosszanti kötegből. Ezeken túlmenően rostokat kap a középagyi magból, amivel így reflexívet alkot. A motoros mag neuronjaiból indulnak ki azok az axonok, amelyek a motoros gyökeret képezik. A motoros mag beidegzi a rágóizmokat, és még négy kis izmot.

## A trigeminus lefutása
Az ideg a híd elülső részéből egy kis motoros és egy nagy érző gyökérrel ered. Az idegek előre haladva kilépnek a hátsó koponyagödörből, és a középső koponyagödörben a halántékcsont sziklacsonti része csúcsának felső felszínére fekszenek fel. A vastag érző gyökér itt kiszélesedve alkotja a félhold alakú dúcot (ganglion trigeminale; Gasser-dúc), amely a kemény agyhártya (dura mater) üregében (cavum trigeminale; Meckel-üreg) helyezkedik el. Három nagy érző ága a szemüregi ág (nervus ophthalmicus; V1), a felső állcsonti ág (nervus maxillaris; V2) és az alsó állcsonti ág (nervus mandibularis; V3), melyek a ganglion elülső széléből erednek. A nervus ophthalmicus (V1) csak érző rostokat tartalmaz, a koponyaüregből a felső szemgödri hasadékon keresztül lép át a szemüregbe. A nervus maxillaris (V2) szintén csak érző rostokat tartalmaz, a koponyaüregből a kerek nyíláson (foramen rotundum) keresztül lép ki. A nervus mandibularis (V3) mind érző, mind mozgató rostokat tartalmaz, a koponyaüregből az ovális nyíláson (foramen ovale) lép ki. Minden ág érző rostjai az arcbőr meghatározott területét látják el, a dermatomák között egyáltalán nincs, vagy rendkívül kicsi az átfedés (szemben a gerincvelői idegek által beidegzett dermatomák közötti jelentős átfedésekkel).

## Lásd még
- agyideg
- emberi idegrendszer